# Ringhotels
Ringhotels e. V. ist eine deutsche Hotelkooperation in der Form eines eingetragenen Vereins mit Sitz in München. Der Verein vereinigte unter der Marke Ringhotels zeitweise bis zu 159 angeschlossene Hotels als Mitglieder und war damit die größte deutsche Kooperation aus dem Bereich der Privathotellerie.

## Geschichte
Am 25. Januar 1973 schlossen sich auf Initiative u. a. von Fritz Dreesen, Franz-Josef Frenzel und Jürgen J. Kahlcke die 98 Mitglieder dreier Einkaufsringe aus Niedersachsen, Baden-Württemberg und Niederbayern zu einer Hotelkooperation zusammen und gründeten den Verein Ringhotels. Zweck war es, über die Vorteile eines gemeinsamen Einkaufs hinaus, auch durch eine gemeinsame Marke die Wettbewerbsvorteile internationaler Hotelketten, die zunehmend auf den deutschen Markt drängten, bei der Vermarktung zu kompensieren. Sie war damit nach den Romantikhotels (1972) die zweite Hotelkooperation Deutschlands. Zu den Gründungsmitgliedern gehörten zum Beispiel die Hotels Zum roten Bären und Rheinhotel Dreesen. In den Folgejahren vergrößerte sich Ringhotels auf bis zu 159 angeschlossene Hotels mit 495 Mio. DM Gruppenumsatz im Jahr 1999. Zum 1. Juli 2007 übernahm Susanne Weiß die Position des Geschäftsführenden Vorstands von Ringhotels.
2014 beschloss die Gesellschafterversammlung ein Redesign der Marke sowie eine Neuausrichtung des Markenkerns auf HeimatGenuss. Dieses wurde auf der Internationalen Tourismus-Börse Berlin 2015 vorgestellt. Ende August 2017 schloss sich Ringhotels mit den französischen Hôtels de Charme et de Caractère, den österreichischen Naturidyll Hotels, den schwedischen Petit Hotels und den dänischen Small Danish Hotels zur Global Alliance of Private Hotels zusammen.

## Kooperation
Ringhotels ist eine themenoffene Hotelkooperation mit Mitspracherecht in der Rechtsform eines beim Vereinsregister München eingetragenen Vereins. Mitglieder sind ausschließlich Familienbetriebe, deren Hotels festgelegte Standards erfüllen. Jeder Ringhotelier erwirbt dabei einen Anteil am Verein. Darüber hinaus wird ein jährlicher Mitgliedsbeitrag erhoben, der je nach Zimmeranzahl gestaffelt zwischen 9.000 und 22.000 Euro beträgt. Alle Mitglieder haben ein Stimmrecht in der Generalversammlung, die alle wesentlichen Entscheidungen trifft. Für die Geschäftsführung ist ein hauptamtlicher Vorstand bestellt.
Für seine Mitglieder übernimmt der Verein mit eigenen Mitarbeitern Aufgaben in den Bereichen Öffentlichkeitsarbeit, Schulung, Marketing und Vertrieb. Hierzu werden Verkaufsteams für den in- und ausländischen Markt sowie eine Reservierungszentrale in München unterhalten. Darüber hinaus werden Rahmenabkommen für den Einkauf geschlossen, Messeauftritte, Marketing- und Marktforschungsaktivitäten durchgeführt sowie Kundenbindungsprogramme wie die RinghotelsCard organisiert.
Ringhotels ist eine der ältesten und war bis etwa 2010 mit bis zu 159 angeschlossenen Hotels auch die größte private Hotelkooperation in Deutschland. Mit Stand 2023 waren nach eigenen Angaben 73 Hotelbetriebe Mitglied. Ringhotels finden sich flächendeckend in allen wesentlichen deutschen Destinationen und vereinzelt auch im benachbarten Ausland. Zum Konkurrenzschutz wird dabei gemäß Satzung ein gewisser Abstand gewahrt.
Ringhotels ist Mitglied bei den Private Hotels Europe (PHE) und im Internationalen Verband der Paketer (VPR) sowie Teil der Global Alliance of Private Hotels. Darüber hinaus bestehen eine Reihe von Kooperationen mit Partnerunternehmen und feste Spendenpartnerschaften zur Kinderhilfe Organtransplantation (KiO) und zum Dachverband Clowns in Medizin und Pflege Deutschland.

## Standards
Für die Aufnahme gelten nachfolgende Standards, die durch eine Qualitätskontrolle überprüft werden:
- Das Hotel muss individuell und persönlich geführt werden
- Gutes bis sehr gutes Restaurant
- DEHOGA-Klassifizierung: mind. 3 Sterne
- Gepflegter Eindruck
- Freundliche und professionelle Mitarbeiter, die eine persönliche Atmosphäre verbreiten

Historische Hotels werden zusätzlich unter dem Markennamen Gast im Schloss geführt. Hierfür müssen die Mitgliedshotels jedoch weitere Kriterien erfüllen.

## Hotels (Auswahl)

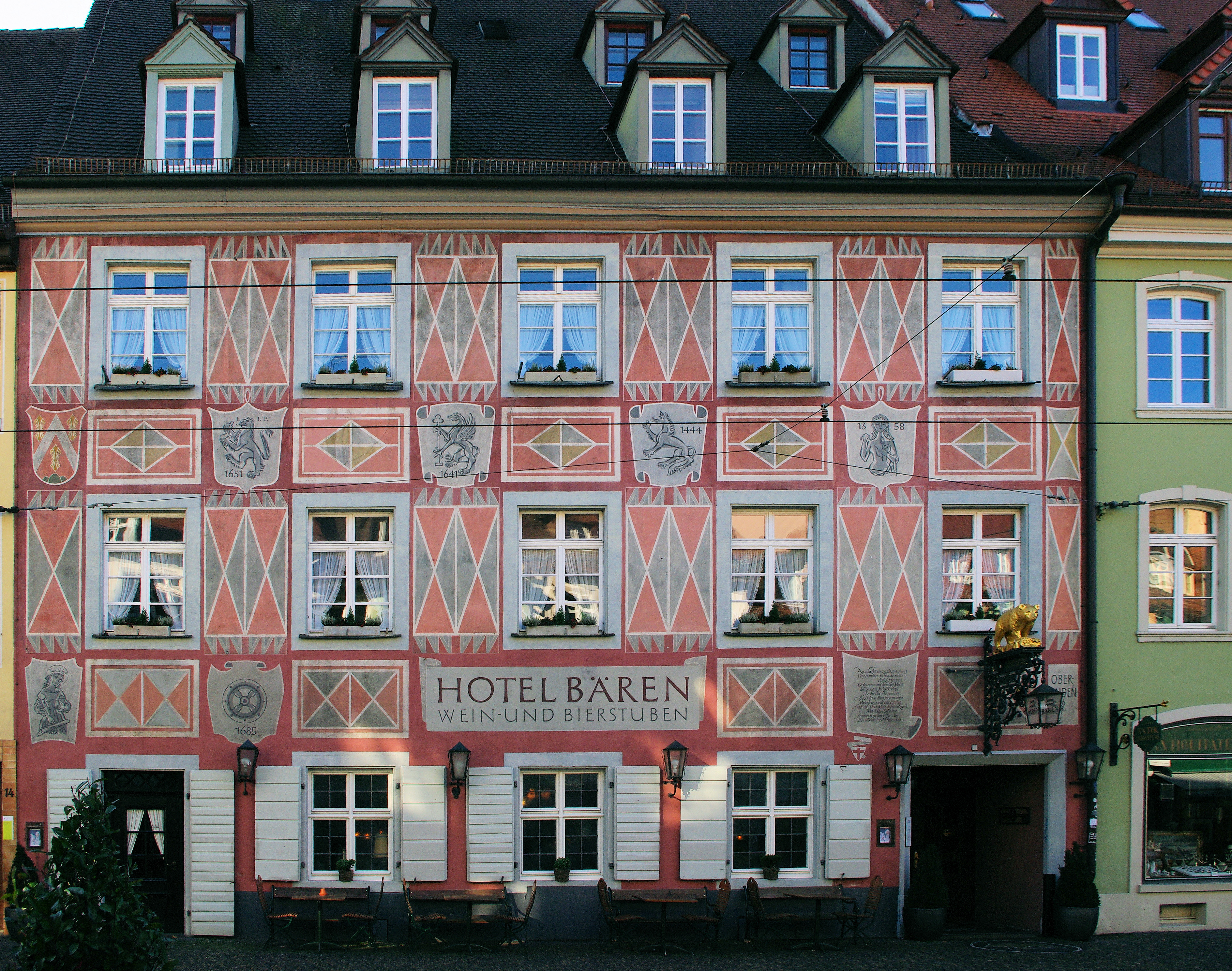
Hotel zum roten Bären Freiburg
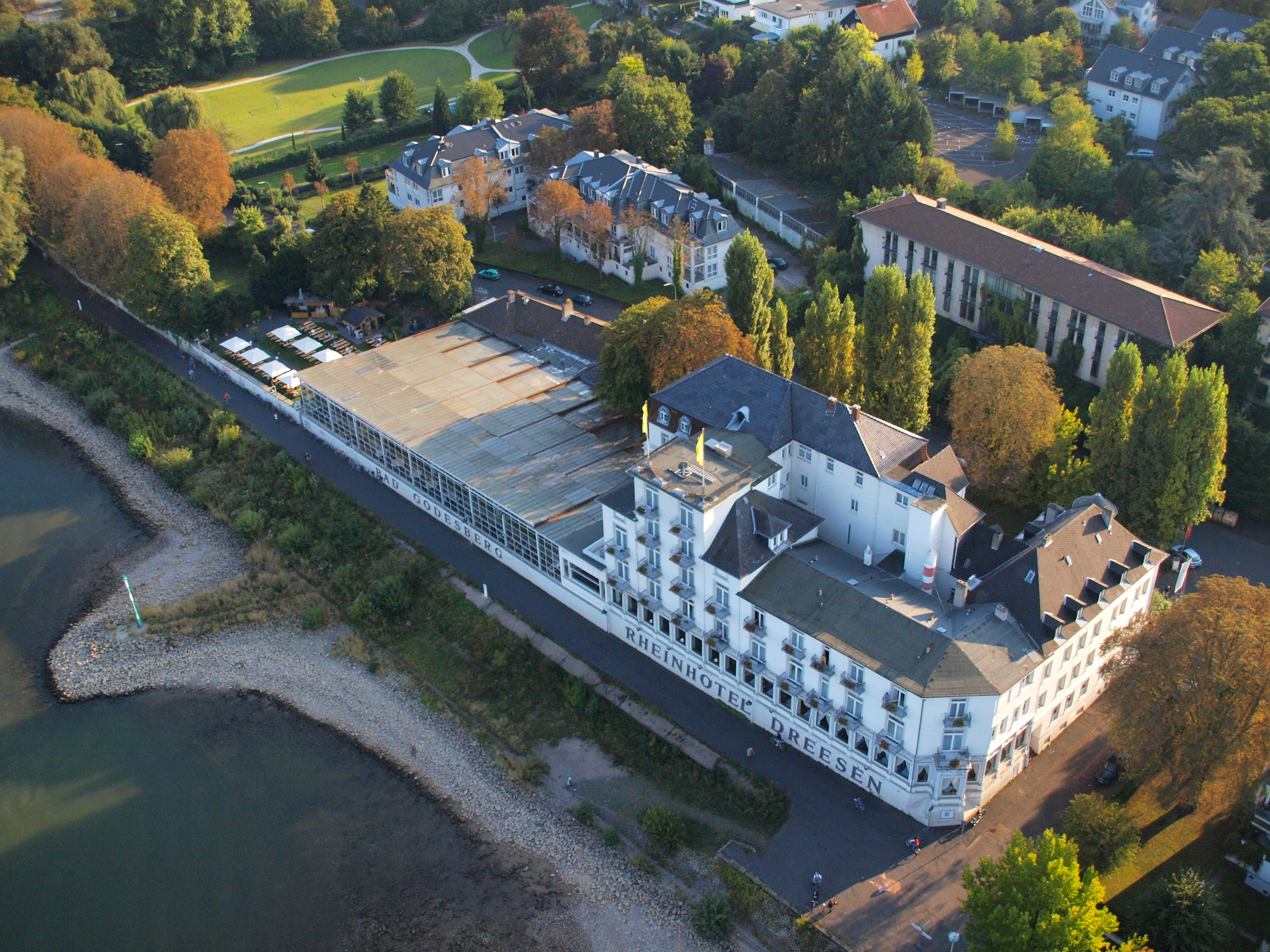
Rheinhotel Dreesen Bad Godesberg
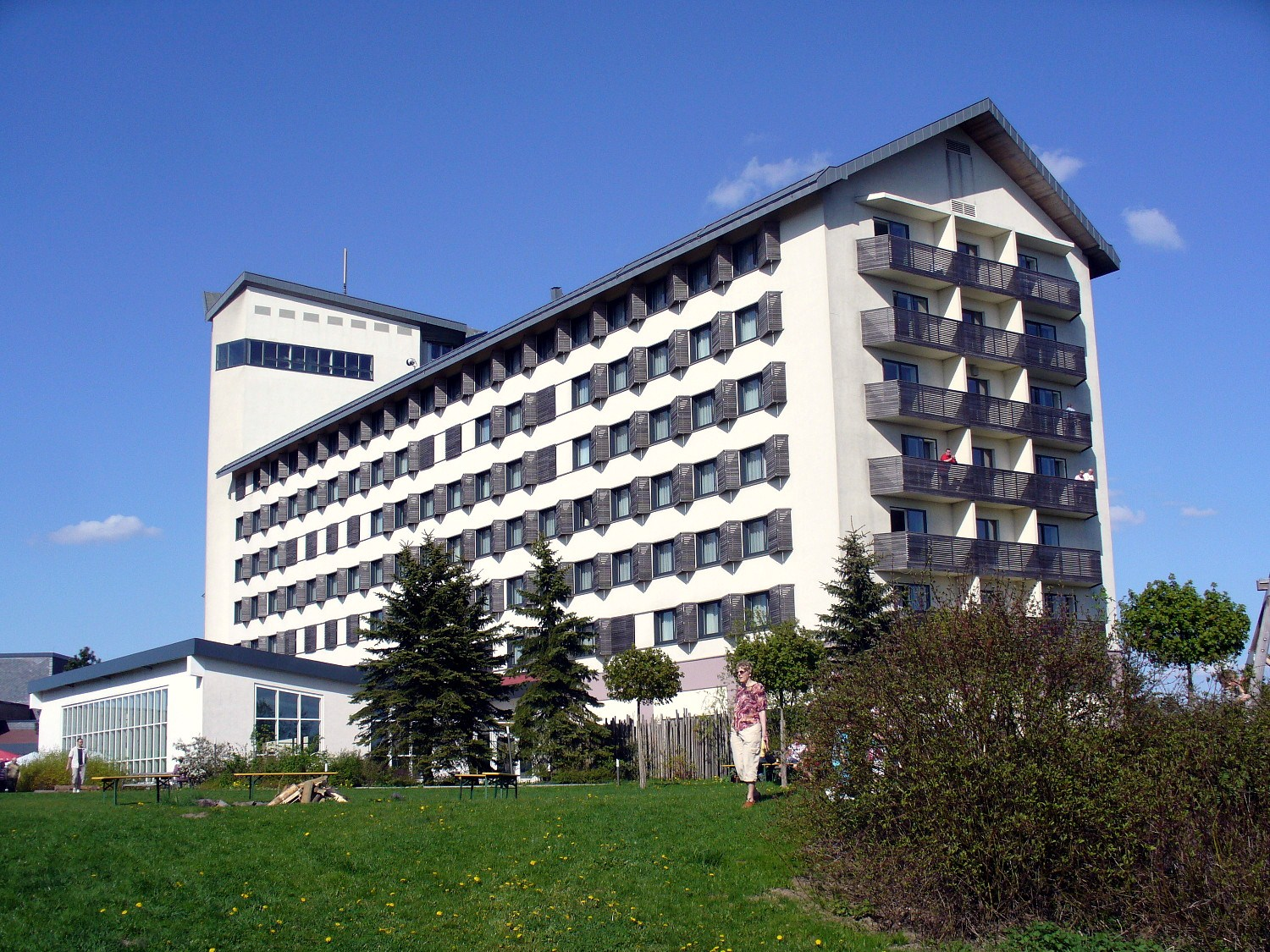
Ringberghaus Suhl
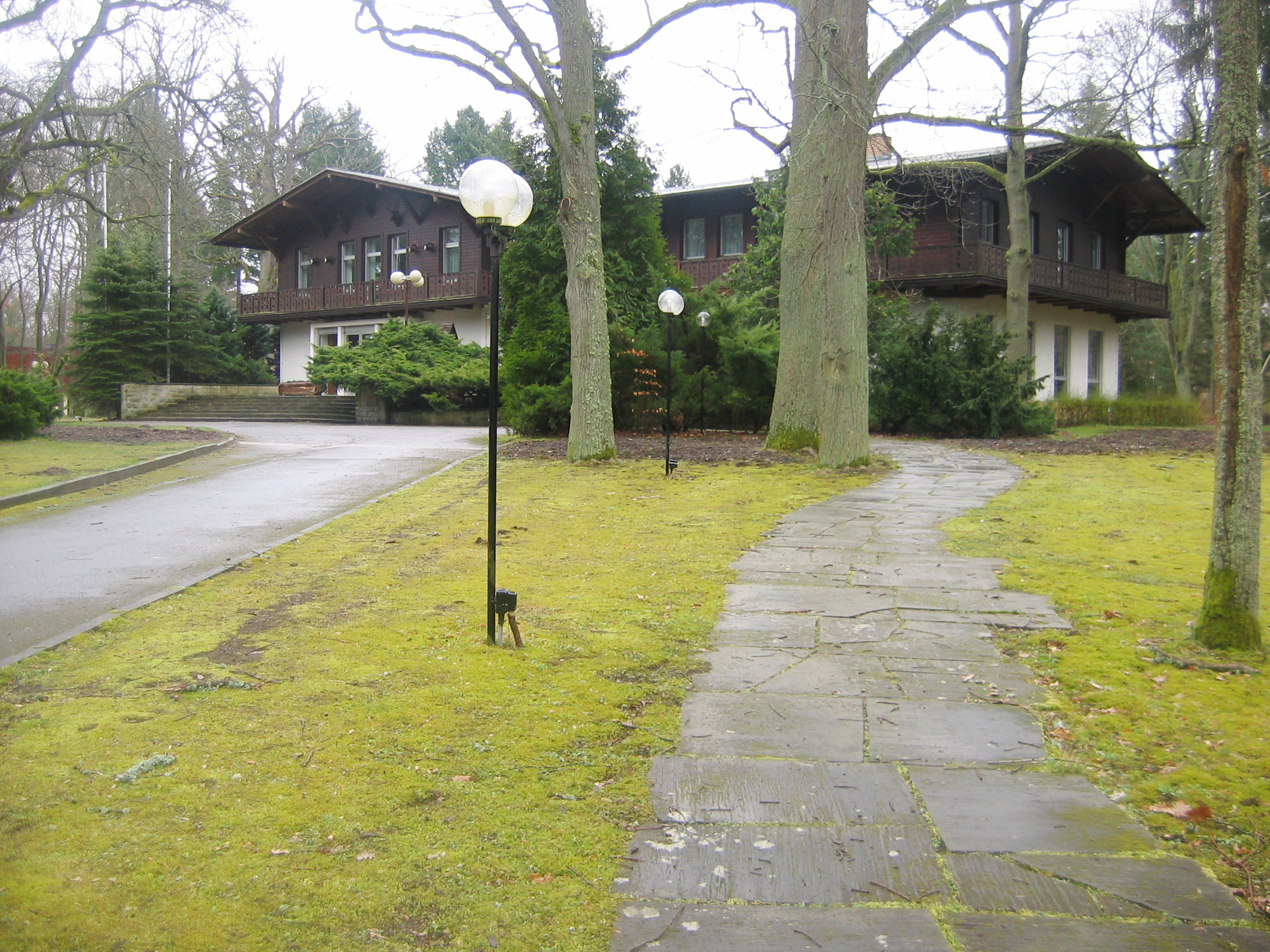
Jagdhaus Hubertusstock Joachimsthal
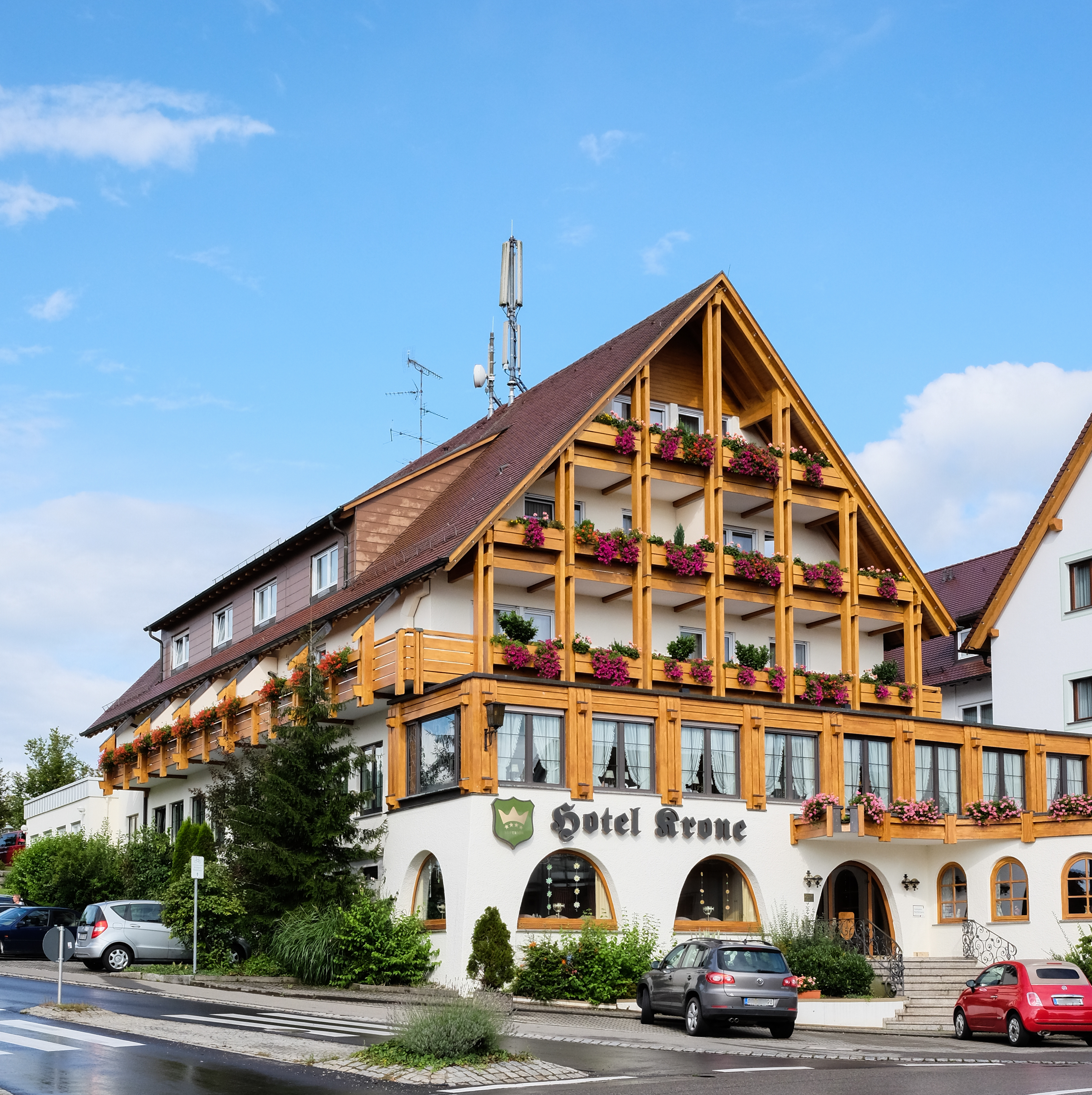
Ringhotel Krone Friedrichshafen
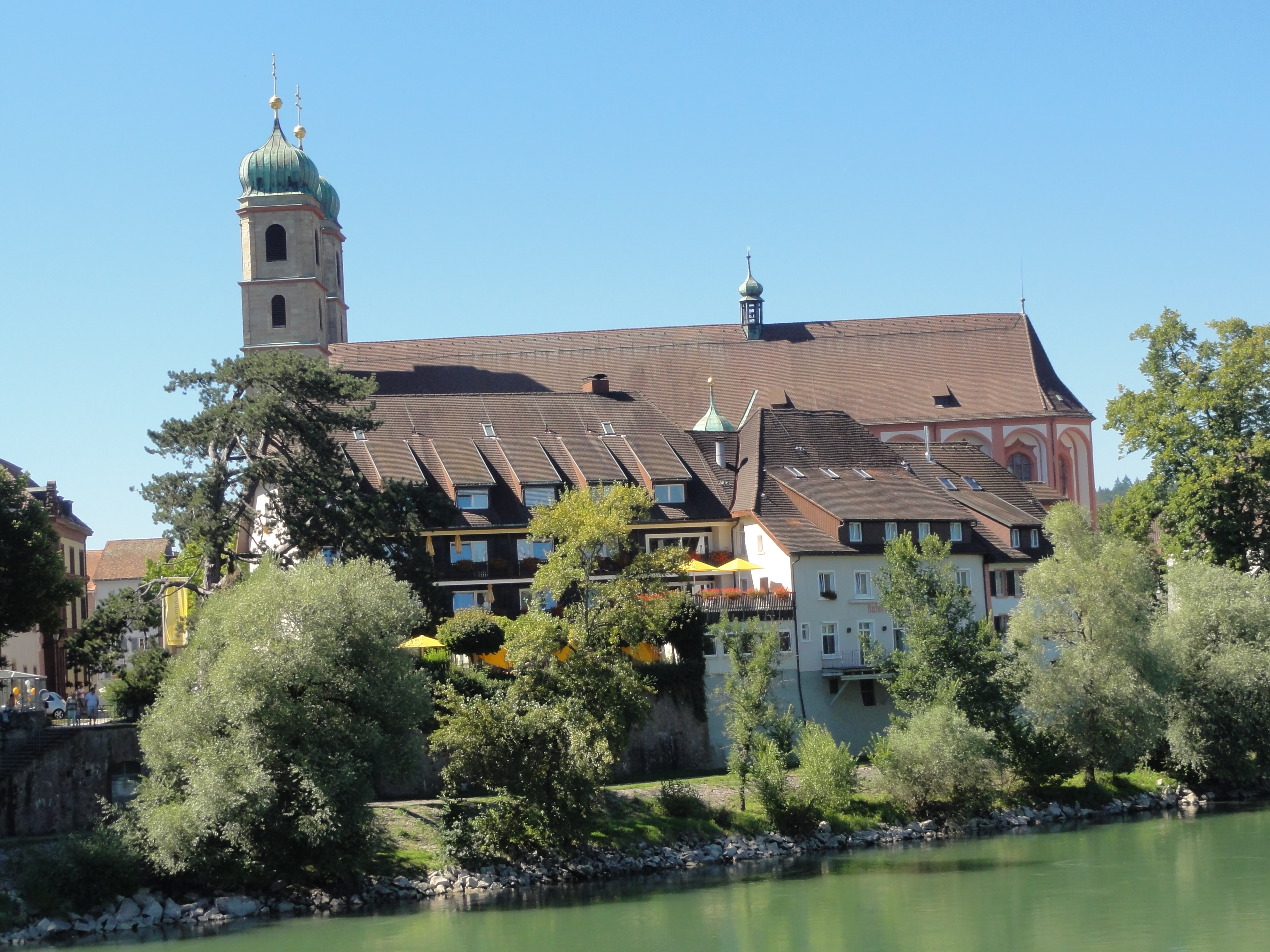
Ringhotel Goldener Knopf Bad Säckingen
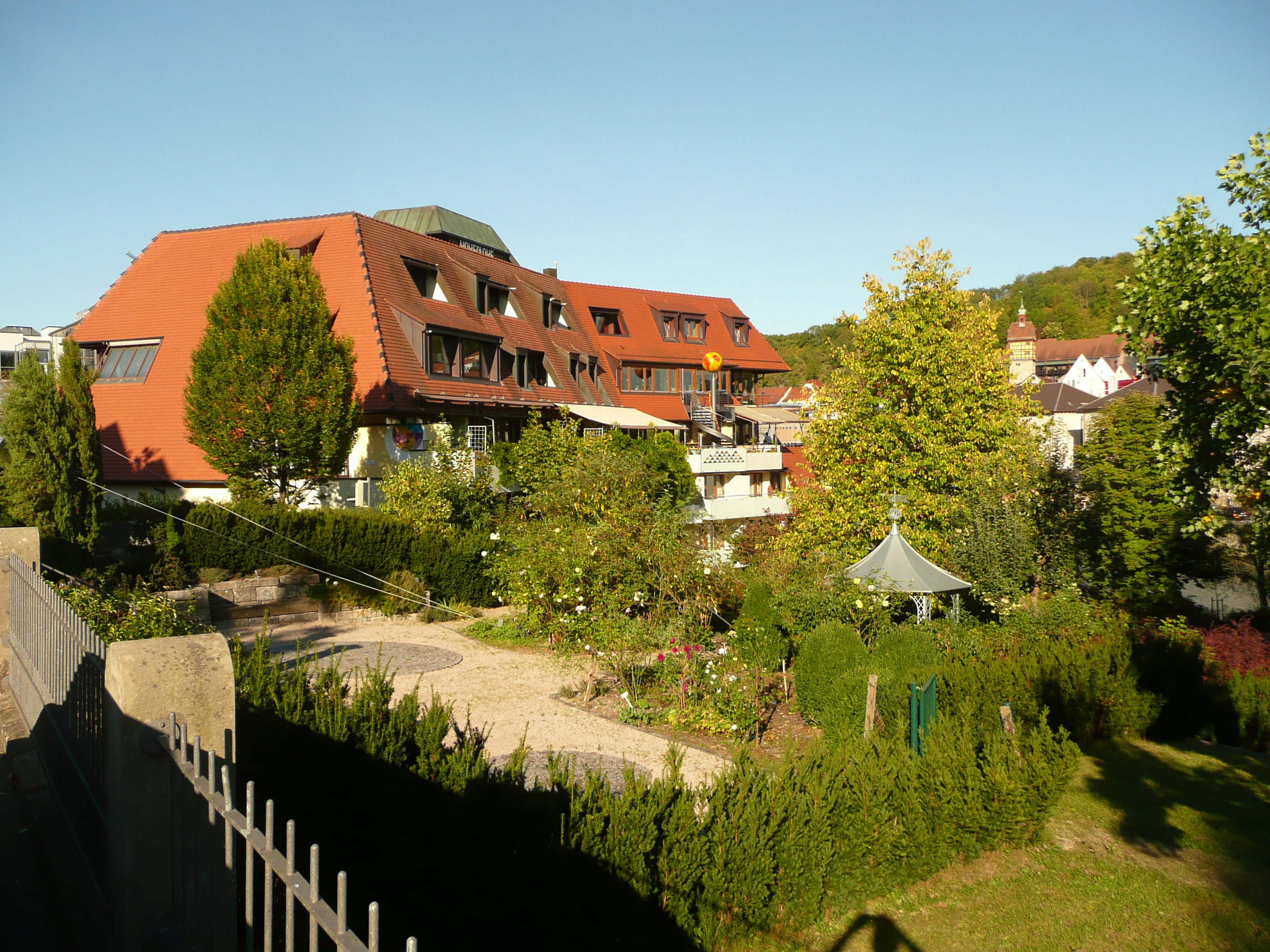
Ringhotel Hohenlohe Schwäbisch Hall

## Trivia
- Während der Fußball-Weltmeisterschaft 2006 wohnten zwei Mannschaften in Ringhotels: Angola im Ringhotel Celler Tor, Celle, und Iran im Ringhotel Krone, Friedrichshafen.
- Seit 2009 wird jährlich an unterschiedlichen Standorten die Ringhotels Golf Trophy ausgetragen.
- 2010 hat Ringhotels eine Special-Edition von Monopoly mit Ringhotels auflegen lassen.[18]
- Seit 2017 verfügt Ringhotels mit der Biene Paul über ein eigenes Maskottchen.